# Стефані Ау
Стефані Ау (30 травня 1992) — гонконгська плавчиня.
Учасниця Олімпійських Ігор 2008, 2012, 2016, 2020 років.
Призерка Азійських ігор 2009 року.
Призерка літньої Універсіади 2015 року.